# El chevrolé
El chevrolé es una película de 1999, coproducida por Uruguay, Argentina y Chile. Fue la primera película de la corriente moderna del cine uruguayo que llevó 60 000 espectadores a las salas locales. Fue dirigida por el director de comerciales uruguayo Leonardo Ricagni y producida por Pablo Behrens, un productor de la misma nacionalidad residente en Londres. La película se estrenó en Uruguay en 1999 y en Argentina en 2002.

## Historia
El chevrolé se filmó en Montevideo y alcanza su clímax dramático durante la fiesta religiosa de Iemanjá, en la playa Ramírez, y durante las famosas Llamadas del carnaval montevideano, que es una procesión de casi mil tambores africanos en el barrio Sur de la ciudad.
La posproducción de la película fue realizada en los estudios sonoros de Twickenham, en Inglaterra. Este hecho todavía no ha sido superado por ninguna otra película de producción uruguaya, lo que coloca a El chevrolé como una de las películas técnicamente mejor acabadas de Uruguay.
La película está basada en la obra de teatro "El regreso del Gran Tuleque"  del ex guerrillero tupamaro Mauricio Rosencof, estrenada en 1987, dos años después de haber sido liberado, junto a los ocho restantes rehenes del MLN, que durante 13 años estuvieron presos en condiciones infrahumanas por su participación activa en el movimiento guerrillero desde la década del sesenta.
El nombre de la película se refiere a los carros de madera tirados por linyeras, y que generalmente se ven por las calles de Montevideo. En muchos casos los carros tienen pedazos de automóviles clavados a los costados, como puertas, espejos retrovisores o paragolpes.

## Argumento
La trama narra las vicisitudes de un músico recién salido de la prisión llamado Tuleque (Jorge Esmoris), que busca volver a tocar con su banda musical, Los Chevrolés (integrada por los actores Rubén Rada, Leo Maslíah. Hugo Fattoruso y el mismo Horacio Buscaglia), cuyos miembros están desperdigados por la ciudad, ganándose la vida con diversas actividades.

## Festivales
La película fue presentada en varios festivales internacionales, obteniendo algunos premios interesantes como Mejor música (Tribeca, Nueva York) para el compositor Mario Grigorov y Mejor película, en el festival internacional de Houston, Texas, Estados Unidos.
El chevrolé también fue elegida para abrir diversos festivales, como el festival de cine del Mercosur en Punta del Este y de cine Hispanoamericano en Londres.
En octubre de 2017 fue exhibida en el marco del Festival Internacional de Cine de Montevideo.

## Curiosidades
Para la película El chevrolé, un coche genuino Chevrolet Bel Air de 1957 fue cortado a la mitad y adaptado para ser tirado a pulmón por el mismo Tuleque (el protagonista), por las calles de Montevideo.